# 雁
雁，即是雁属（學名：Anser）是雁形目鴨科的一個屬。

## 特征
雁属的鸟飞行时拍打用力，振翅频率高。脖子较长，但不及天鹅属的脖子修长。腿位于身体的中心支点，行走自如。有扁平的喙，边缘锯齿状，有助于过滤食物。腳為粉紅色或橘色，喙為粉紅色、橘色或黑色；成鳥重量分佈約在1.2公斤至4.1公斤。

## 習性
以野草與種子為主食，在覓食過程有時會攝取到小蝦，田螺或者鞘翅目昆蟲。喜在淡水的沿水岸水生植物或水岸植物稠密區覓食，淡水域為其活動範圍其活動範圍，也會生活在人類的水田與魚塘間。
雁属的10个种都分布在北半球，它们都有迁徙的习性，迁飞距离也较远。它们喜群居，飞行时成有序的队列，有一字形、人字形等。

## 雁与人类
这一属的鸟与人类关系密切。同雁形目其他属一样，在全世界是传统的狩猎鸟种。这一属的鸟被人类驯化的较多，在中文里驯化种通常称为“鹅”。东亚的鹅是由鸿雁驯化而来。欧洲的鹅是由不同种的灰雁驯化而来。

## 種
1. 鸿雁 Anser cygnoides
2. 粉脚雁 Anser brachyrhynchus
3. 豆雁 Anser fabalis
4. 白额雁 Anser albifrons
5. 小白额雁 Anser erythropus
6. 灰雁 Anser anser
7. 斑头雁 Anser indicus
8. 雪雁 Anser caerulescens
9. 细嘴雁 Anser rossii
10. 帝雁 Anser canagica
11. 凍原豆雁 Anser serrirostris

## 外部連結
- 鵝品種介紹 （页面存档备份，存于）